# Затула Дмитро Григорович
Дмитро́ Григо́рович Зату́ла (11 лютого 1923, хутір Баба, тепер Шевченківського району Харківської області — 9 червня 1987, Київ) — український науковець-фармацевт, доктор біологічних наук, член-кореспондент АН УРСР.

## Життєпис
Народився у селянській родині. У 1940—1942 роках навчався в Харківській авіаційній школі. Учасник німецько-радянської війни, як військовий льотчик здійснив 270 бойових вильотів. Нагороджений чотирма військовими орденами й медалями.
1952 року закінчив біологічний факультет Харківського державного університету, працював молодшим науковим співробітником Харківського рентген-радіологічного інституту.
У 1953—1963 роках — науковий співробітник, старший науковий співробітник в Київському інституті епідеміології й мікробіології МОЗ УРСР. Член КПРС з 1957 року.
У 1963—1970 роках — в апараті ЦК КПУ.
Доктор біологічних наук — 1970, член-кореспондент АН УРСР — 1973, завідувач відділу природних протипухлинних речовин.
У 1970 році — заступник, а у 1970—1977 роках — директор Інституту мікробіології й вірусології імені Д. К. Заболотного АН УРСР.
Директор Інституту проблем онкології ім. Р. Є. Кавецького АН УРСР у 1977—1987 роках.

Могила Дмитра Затули, Байкове кладовище

Першим показав дійсну можливість використання антигенів виділеного ним мікробного штаму для діагностики онкологічних захворювань; обґрунтував принципи пошуків модуляторів протипухлинного імунітету; створив специфічну протипухлинну вакцину, скеровану на запобігання рецидивам і метастазам у радикально оперованих хворих на рак.
Автор більше 200 наукових праць, 7 монографій, 5 винаходів, підготував 10 кандидатів наук.
Помер від важкої мієломної хвороби 9 червня 1987 року, в останні роки життя був прикований до ліжка. Похований разом з родиною на Байковому кладовищі (ділянка № 50, 50°25′17.67″ пн. ш. 30°30′21.44″ сх. д. / 50.4215750° пн. ш. 30.5059556° сх. д.).

## Премії та нагороди
- два ордени Вітчизняної війни 2-го ст.
- Орден Червоної Зірки
- Орден Дружби народів
- орден «Партизанська зірка» (Югославія)
- лауреат премії імені Д. К. Заболотного 1986 року.

## Витоки
- Фармацевтична енциклопедія [Архівовано 4 березня 2016 у Wayback Machine.]
- Затула[недоступне посилання] (англ.)[недоступне посилання з липня 2019]